# Ossenisse
Ossenisse (51° 23′ N, 3° 59′ L) é uma cidade dos Países Baixos, na província de Zelândia. Ossenisse pertence ao município de Hulst, e está situada a 24 km, a oeste de Bergen op Zoom.
Em 2001, a cidade de Ossenisse tinha 81 habitantes. A área urbana da cidade é de 0.052 km², e tem 49 residências. 
A área de Ossenisse, que também inclui as partes periféricas da cidade, bem como a zona rural circundante, tem uma população estimada em 310 habitantes.